# Swae Lee
Халіф Малік Ібн Шаман Браун (англ. Khalif Malik Ibn Shaman Brown), відомий як Swae Lee — американський співак, автор пісень і репер. Відомий своїм широким вокальним діапазоном і вмінням змінювати жанри, Лі є учасником хіп-хоп дуету Rae Sremmurd разом зі своїм братом Slim Jxmmi. У складі Rae Sremmurd він досяг успіху з синглами No Flex Zone, No Type та Black Beatles, останній з яких очолив чарт Billboard Hot 100. У 2017 році він взяв участь у синглі French Montana Unforgettable, який приніс йому першу десятку в Billboard Hot 100 як солісту, а пізніше отримав діамантовий (10 × платиновий) сертифікат від RIAA.
Він також був номінований на премію Греммі в категорії Пісня року у 2017 році за співавторство з Бейонсе у синглі Formation. У 2018 році Лі випустив свій дебютний сольний студійний альбом Swaecation як частину третього альбому Rae Sremmurd, SR3MM (2018), який став потрійним альбомом. Того ж року його пісня Sunflower з Post Malone стала головним синглом саундтреку до фільму «Людина-павук: Навколо всесвіту» (2018). Пісня очолила Billboard Hot 100, була номінована на дві премії Греммі та досягла діамантового статусу, отримавши 17-кратний платиновий сертифікат RIAA. Він також знявся в синглі Close to Me Еллі Голдінг і Diplo, який посів перше місце в чарті US Adult Top 40 airplay. У 2020 році він випустив сингл Be Like That з Кейном Брауном і Халідом, який потрапив у топ-20 Billboard Hot 100.

## Біографія
Халіф Малік Ібн Шаман Браун народився 7 червня 1993 року в Інглвуді, штат Каліфорнія, в сім'ї матері-одиначки, яка працювала над танками в армії США. Лі виріс у місті Тупело, штат Міссісіпі, і почав займатися музикою в старших класах разом зі своїм братом Slim Jxmmi та місцевим репером Lil Pantz під назвою «Dem Outta St8 Boyz». Після закінчення школи Лі разом з братом пережив період бездомності, коли вони оселилися в покинутому будинку.

## Кар'єра
У 2013 році він та Slim Jxmmi підписали контракт з лейблом Mike Will Made It EarDrummers Entertainment як Rae Sremmurd. З того часу вони випустили три студійні альбоми під лейблом EarDrummers: SremmLife, SremmLife 2 та SR3MM.
У березні 2015 року Лі з'явився на треку Mike Will Made It Drinks on Us, в якому також брали участь артисти Future і The Weeknd, і став його першим синглом як сольного виконавця. У вересні 2015 року він з'явився на треку Wiz Khalifa Burn Slow, який посів 83 місце в чарті Billboard Hot 100, ставши першим сольним записом Лі в чарті.
У квітні 2017 року Лі з'явився у пісні French Montana Unforgettable. Пісня посіла третє місце в чарті Billboard Hot 100, ставши першим синглом Лі в першій десятці чарту як сольного виконавця. У грудні Лі випустив пісню під назвою TR666 разом із Trippie Redd. У вересні 2018 року Лі взяв участь у пісні Джене Айко Sativa. 4 травня 2018 року, майже через два роки після першого анонсу в серпні 2016 року, Лі випустив свій дебютний сольний альбом Swaecation у складі потрійного альбому, який також містив третій студійний альбом Rae Sremmurd SR3MM і дебютний студійний альбом Slim Jxmmi як сольного виконавця Jxmtro. У жовтні 2018 року він з'явився у пісні Close to Me Еллі Голдінг та Diplo. Лі також співпрацював над піснею XXXTentacion Arms Around You після його смерті, разом з Lil Pump і Maluma. 18 жовтня 2018 року Лі взяв участь у пісні Post Malone Sunflower для фільму «Людина-павук: Навколо всесвіту», яка стала третьою піснею Пост Малона і першою піснею Лі як соліста, що очолила Billboard Hot 100. Він також з'явився на альбомі Нікі Мінаж Queen 2018 року.
У травні 2019 року він співпрацював над піснею Crave з Мадонною на її альбомі Madame X. У серпні 2019 року Лі випустив трек Won't Be Late за участю канадського репера Дрейка, продюсерами якого виступили Tekno і Mike Will Made It. У жовтні 2019 року він з'явився на треку 88rising Walking, разом з Joji, Джексоном Ваном та Major Lazer. У 2020 році він випустив сингл Someone Said, перероблену версію Тревіса Скотта Sicko Mode. Він також співпрацював з Chloe x Halle над треком Catch Up, спродюсованим Mike Will Made It, з альбому Ungodly Hour. Він взяв участь у реміксі на хіт Аризони Зервас Roxanne. 18 червня 2020 року Лі випустив сингл Reality Check.
У жовтні 2020 року Лі інвестував у кіберспортивну організацію XSET. З 2020 року Лі працює над своїм майбутнім альбомом Human Nature. Того ж року він з'явився на посмертному альбомі Pop Smoke Shoot for the Stars, Aim for the Moon. У 2021 році він співпрацював з Alicia Keys над синглом Lala на церемонії нагородження MTV Video Music Awards 2021.

## Художність
Лі став відомим завдяки своїм приспівам та мелодіям, що було продемонстровано у співпраці з Мадонною, Еллі Голдінг, Anitta, French Montana та Post Malone, серед інших артистів. Його називають «співочим птахом нашого покоління», а деякі його однолітки та критики високо оцінюють його вокальні здібності. Згідно з інтерв'ю 2017 року для A Polaroid Story, Лі описує себе більше як співака, ніж репера.

## Особисте життя
У Лі є донька, яка народилася у 2020 році, від бразильської моделі Елін Мартінс. У 2022 році він подав на спільну опіку.

## Дискографія

### Студійні альбоми
- 2018 — Swaecation
- ? — Human Nature